# Из темноты (фильм, 1995)
«Из темноты» (иер. трад. 回魂夜, кант.-рус.: Вуй вань че, англ. Out of the Dark) — гонконгская комедия ужасов 1995 года, снятая режиссёром Джеффри Лау по собственному сценарию. Главную роль в фильме исполнил Стивен Чоу.

## Сюжет
Чоу играет сумасшедшего охотника за привидениями, который является пародией на персонажа Леона из одноимённого французского фильма 1994 года — «Леон». Карен Мок играет девушку по имени Кхуань, которой просто нечего делать, и поэтому она прибивается к Леону.
Главные герои вместе со своими друзьями встают на борьбу с тёмными силами, попадая в нелепые и парадоксальные ситуации.

## В ролях
- Стивен Чоу — Леон, охотник за привидениями
- Карен Мок — Кхуань
- Лён Каянь — г-н Ву, сотрудник офисного здания
- Вон Ятфэй[англ.] — Железное Брюхо (Тхиттам), охранник
- Лэй Ликчхи[англ.] — Сай Ма, охранник
- Лоу Хун[кит.] — Лоу Хун, капитан отряда охраны
- Брюс Ман[кит.] — Сиуман
- Тхам Сиумуй — г-жа Лэй
- Бен Вон[англ.] — Кён, охранник
- Чау Чифай[кит.] (Чау Фай) — г-н Лэй